# Affärsjurist
Affärsjurist är en jurist, ofta advokat, som biträder företag och andra juridiska personer med affärsjuridisk rådgivning, exempelvis inom kontrakt och avtalsrätt, associationsrätt och skatterätt. Affärsjuristen är, till skillnad från bolagsjuristen, inte anställd av de företag de rådger utan istället verksamma i en separat verksamhet, antingen som egenanställda eller som del av en större juridisk byrå, till exempel en advokatbyrå.  
En affärsjurist är ofta rådgivare i större eller mindre affärstransaktioner, vid förvärv eller försäljning av företag. Affärsjurister kan också vara rättegångsombud i kommersiella tvister i domstol eller inför skiljenämnd. Dessutom kan en affärsjurist också arbeta med skatterådgivning och utlandsetableringar. Bland affärsjuristerna inräknas även konkursförvaltare och rekonstruktörer.
Tingsrätten utser konkursförvaltare. Rätten utser nästan enbart advokater.
Det normala är att det utses en advokat som rekonstruktör. Detta gör att uppdragen koncentreras till en begränsad grupp. En statlig utredning visar av 249 förordnanden gick 229 stycken till advokater eller ackordcentralen och endast 20 till andra jurister. Noterbart är att samtliga är jurister. 